# Ємелтау
Ємелта́у (каз. Емелтау) — село у складі Аягозького району Абайської області Казахстану. Адміністративний центр та єдиний населений пункт Ємелтауського сільського округу.
Населення — 300 осіб (2021; 606 у 2009, 782 у 1999, 872 у 1989).
Національний склад станом на 1989 рік:
- казахи — 100 %

Станом на 1989 рік село називалось Емельтау.